# Парламентські вибори в Болгарії 2013
Парламентські вибори в Болгарії пройшли 12 травня 2013. На них були обрані 42-ті Народні збори Болгарії і 88-а Міністерська рада. Спочатку вибори планувалися на липень 2013, проте в результаті численних демонстрацій протесту проти підвищення цін на електроенергію та тіньової економіки 20 лютого прем'єр-міністр Бойко Борисов подав у відставку і вибори були пересунуті на більш ранній термін.
У результаті переговорів і домовленостей у новому парламенті, уряд очолив представник БСП Пламен Орешарські.